# إعطاشن (إوريكين الشرقية)
إعطاشن هو دُوَّار يقع بجماعة سوق الخميس دادس، إقليم تنغير، جهة درعة تافيلالت في المملكة المغربية. ينتمي الدوّار لمشيخة إوريكين الشرقية التي تضم 4 دواوير. يقدر عدد سكانه بـ 368 نسمة حسب الإحصاء الرسمي للسكان والسكنى لسنة 2004.

## روابط خارجية
- البوابة الوطنية للجماعات الترابية
- المندوبية السامية للتخطيط